# Viljandi JK Tulevik
Maillots
Dernière mise à jour : 14 juin 2025.
Le Viljandi JK Tulevik est un club estonien de football basé à Viljandi.

## Historique
- 1912 : fondation du club sous le nom de Viljandi FK
- 1991 : le club est renommé Viljandi JK
- 1992 : le club est renommé Viljandi JK Tulevik
- 1999 : 1re participation à une Coupe d'Europe (C3) (saison 1999/2000)

## Bilan sportif

### Palmarès
- Coupe d'Estonie de football
  - Finaliste : 1999, 2000

- Eisiliga
  - Vainqueur : 2016

- Prix du fair play UEFA
  - Deuxième : 2000

### Bilan européen
Note : dans les résultats ci-dessous, le score du club est toujours donné en premier
| Saison    | Compétition     | Tour              | Club              | Domicile | Extérieur | Total |
| --------- | --------------- | ----------------- | ----------------- | -------- | --------- | ----- |
| 1998      | Coupe Intertoto | Premier tour      | FC Saint-Gall     | 1 - 6    | 2 - 3     | 3 - 9 |
| 1999-2000 | Coupe UEFA      | Tour préliminaire | Club Bruges       | 0 - 3    | 0 - 2     | 0 - 5 |
| 2000-2001 | Coupe UEFA      | Tour préliminaire | Napredak Kruševac | 1 - 1    | 1 - 5     | 2 - 6 |

Légende
- Victoire ou qualification pour le tour suivant
- Match nul
- Défaite ou élimination de la compétition